# Bùn

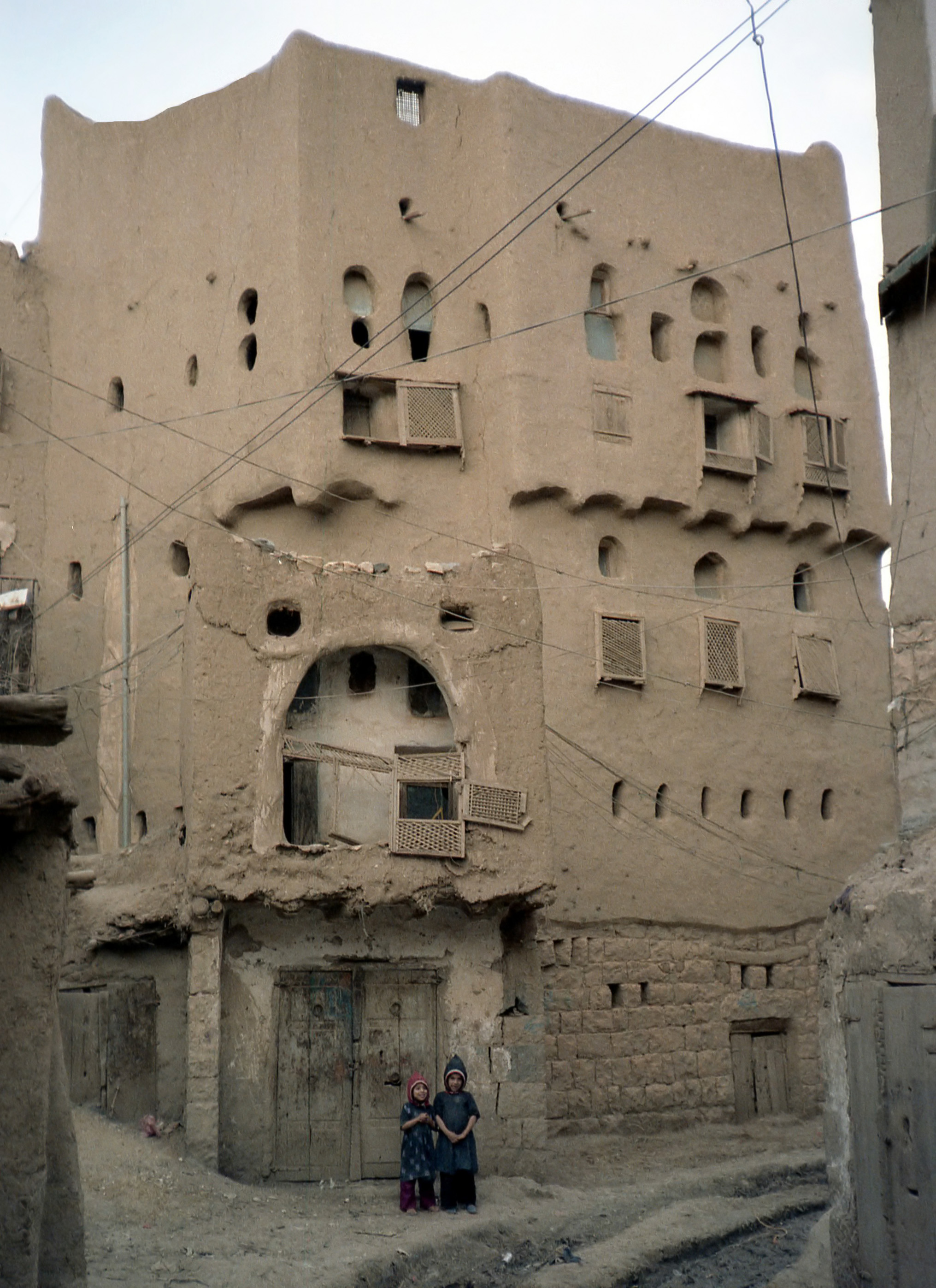
Nhà bùn ở Amran, Yemen

Bùn là sự pha trộn giữa nước và một số dạng vật chất dạng đất như đất á sét, bột và sét. Các trầm tích bùn cổ đại cứng và rắn lại theo dòng thời gian địa chất để hình thành các loại đá trầm tích như đá phiến sét hoặc đá bùn (tên gọi chung là lutit). Khi các trầm tích bùn địa chất hình thành ở cửa sông, các lớp sinh ra được gọi là bùn vịnh. Bùn vịnh có quan hệ gần gũi với bùn sông.
Bùn có nhiều công dụng khác nhau trong đời sống như được dùng làm vật liệu xây dựng, đồ gốm, chữa bệnh (tắm bùn), thức ăn hay là các trò chơi thể thao trong bùn.